# Hitman Go
Hitman Go é um jogo eletrônico de quebra-cabeças por turnos desenvolvido pela Square Enix Montréal e publicado pela Square Enix. Anunciado em Fevereiro de 2014, o jogo foi lançado para iOS a 17 de Abril de 2014 e para Android a 4 de Junho de 2014. As versões para Microsoft Windows e Windows Phone foram lançadas a 27 de Abril de 2015. Também foi lançado para PlayStation 4 e PlayStation Vita em 2016. Foi o primeiro jogo criado pela Square Enix Montréal, um estúdio fundado em 2011. A produção começou em 2013 e contou com onze pessoas que usaram o motor Unity.
O jogador usa controlos no ecrã táctil para guiar o Agente 47, o protagonista da série Hitman, através de níveis baseados em rede. Os níveis são compostos por nós e linhas, e apresentados como um jogo de tabuleiro em que os os personagens estão modelados como figuras em miniatura. Os inimigos podem ser eliminados se o jogador durante o seu turno se mover para um dos nós em que este se encontra, similar ao xadrez. À medida que o jogador vai progredindo, vão sendo introduzidos novos tipos de inimigos e novas mecânicas para aumentar a complexidade das soluções.
Quando foi anunciado, Hitman Go foi recebido com algum cepticismo pelos críticos. No entanto, depois do seu lançamento o jogo recebeu análises muito positivas com os elogios a focarem a sua arte, o aspecto, as mecânicas simples e a interpretação dada à série Hitman através de um aparelho móvel. Também recebeu diversas nomeações e prémios da imprensa especializada e de várias organizações. Um sucessor localizado dentro da série Tomb Raider, com o nome Lara Croft Go, foi lançado em Agosto de 2015. No ano seguinte, a  Square Enix Montréal anunciou Deus Ex Go, baseado na serie Deus Ex.